# Zayd ibn Ali
Zayd Ibn'Alī (en árabe: زَيْد ٱبْن عَلِيّ; 695-740), también escrito  Zaid, era el hijo de Ali ibn Husáyn y bisnieto de Ali. Lideró una rebelión infructuosa en contra del califato omeya, en la cual murió. El evento dio origen a la secta Zaidiyyah del islam chiita, que lo considera como el siguiente imán después de Ali ibn Husayn. En contraste, su medio hermano mayor, Muhammad al-Baqir, es visto como el siguiente imán para los chíies duodecimanos e ismailíes. En cualquier caso, es considerado una importante figura revolucionaria por los chiíes y un mártir (shaheed) para todas las escuelas del Islam, sunitas[cita requerida] y chiitas. Los llamados a tomar venganza por su muerte y por la brutal exhibición de su cuerpo contribuyeron a la revolución abasí.
Zayd era un culto académico religioso. Se le atribuyen varias obras, incluyendo el Musnad al-Imam Zayd (publicada por E. Grifinni como el Corpus Iuris di Zaid b.ʿAlī, también conocido como el Majmuʿ al-Fiqh), posiblemente la obra más antigua conocida de ley islámica. Sin embargo, su autoría es motivo de disputa, y probablemente representan la antigua tradición legal de los habitantes de Kufa.

## Nacimiento
Zayd nació en Medina en 695 d. C. Era hijo de Ali ibn Husayn Zayn al-Abidin. Ibn Qutaybah en su libro "al-Ma'ārif", reeditado en 1934 en Egipto, escribe (en la página 73) que una de las esposas del cuarto Imam chií era originaria de Sind y que era la madre de Zayd ibn Ali. También se hace una afirmación similar en el libro "Zayd Shaheed" de Abd al-Razzaq al-Hasani, publicado en Náyaf. La madre de Zayd, Jodha, es conocida entre los cronistas musulmanes como Jayda al-Sindhi. 

## Opiniones contemporáneas
Zayd era un miembro venerado y respetado de la Bayt (Casa) de Mahoma. Estudiosos, santos, sufíes e imanes por igual, todos hablaban de él en términos respetuosos. Cuando el asceta califa omeya Úmar ibn Abd al-Aziz era gobernador de Medina durante el reinado de Al-Walid y Suleiman, se asociaba con Zayd ibn Ali. Zayd siguió comunicándose con él por cartas y aconsejándole cuando se convirtió en el califa.
Vale la pena mencionar que también es el primer narrador del Al-Sahifa As-Sajjadiyya del imán Zainul-'Abidin. Se le atribuyen varias obras de hadiz, teología y exégesis coránica. Se le atribuye la primera obra de jurisprudencia islámica, el Mujmu'-al-Fiqh. El único manuscrito superviviente de esta obra, que se remonta al menos a mil años, se conserva en la biblioteca papal, la Bibliotheca Vaticana en la Ciudad del Vaticano, en la categoría de "Vaticani arabi". Hay fotocopias de esta rara obra disponibles en varias bibliotecas, incluida la Biblioteca de la Universidad de Birmingham en el Reino Unido. En 2007, Sayyid Nafis Shah Al-Husayni obtuvo una copia de este trabajo y la reeditó desde Lahore.[cita requerida]
Era un excelente orador y pasó gran parte de su vida aprendiendo y educando a otros. Se dice que su medio hermano, imán al-Baqir, quiso ponerlo a prueba en su conocimiento coránico, haciéndole varias preguntas a las cuales recibió respuestas más allá de sus expectativas, lo que le hizo comentar: "¡Por la vida de nuestro padre y madre! Eres único en tu clase. ¡Dios bendiga a la madre que te dio a luz, pues dio a luz una réplica de tus antepasados!"  Al-Baqir también dijo: "Ninguno de nosotros nació más parecido a 'Ali ibn Abi Talib que él".
 

Al describir a Zayd, su sobrino, el imán Ya'far al-Sadiq, dijo: "Entre nosotros, él era el mejor leído en el Sagrado Corán, el más conocedor de la religión y el más cariñoso hacia la familia y los parientes". De ahí su título de Halif Al-Corán (en árabe: حَلِيْف ٱلْقُرْأٓن‎, romanizado: Aliado del Corán). El amor de Ya'far al-Sadiq por su tío Zayd era inmenso. Al recibir y leer la carta sobre la muerte de Zayd ibn Ali, se derrumbó y lloró incontrolablemente, y proclamó en voz alta: 
De Dios somos y a Él es quien regresamos. Le pido a Dios mi recompensa en esta calamidad. Era un tío realmente bueno. Mi tío era un hombre para nuestro mundo y para nuestro Más Allá. Juro por Dios que mi tío es un mártir tal como los mártires que lucharon junto con el Profeta de Dios o Ali o Al-Hassan o Al-Hussein (s)  Uyun Akhbar al-Reza ' '- La fuente de las tradiciones sobre el imán Ali ar-Ridha : 472 
El imán Ali ar-Ridha dijo: 
.. Él (Zayd bin Ali) era uno de los estudiosos de la Casa de Mahoma y se enojó en nombre de Dios Honorable y Exaltado. Luchó contra los enemigos de Dios hasta que lo mataron en camino a Él. Mi padre, Musa ibn Ya'far, narró que había escuchado a su padre Ya'far ibn Muhammad decir: "Que Dios bendiga a mi tío Zayd ... Me consultó acerca de su rebelión y le dije , "¡Oh, tío mío! Haz esto si te complace que te maten y que tu cadáver sea colgado de la horca en el vecindario de Al-Kunasa". Después de que Zayd se marchó, As-Sadiq dijo:" ¡Ay de aquellos que escuchen su llamada pero no le ayuden!"

Imán Ali ar-Ridha: 466 
En un hadiz, el imán sunita Abu Hanifah dijo una vez sobre el imán Zayd: "Me reuní con Zayd y nunca vi en su generación a una persona con más conocimientos, que pensara tan rápido, o que fuera tan elocuente como él". Sin embargo, en otro hadiz, Abu Hanifah dijo: "No he visto a nadie con más conocimiento que Ya'far ibn Muhammad". El Imam Abu Hanifah fue al parecer estudiante del imán Ya'far, tal como otro gran Imam del Fiqh sunita, que es Málik ibn Anas .
El estudioso sufí, mujtahid y místico, Sufyan al-Thawri, respetaba el conocimiento y el carácter del Imam Zayd, diciendo que "Zayd tomó el lugar del Imam Al-Husáin". Era el ser humano más versado en lo que respecta al libro sagrado de Alá. Afirmó: no hay mujeres que hayan dado a luz a personas como Zayd..." 
Al-Shaykh Al-Mufid, el autor del famoso libro chií Kitab al Irshad lo describió como, "... un devoto adorador, piadoso, jurista, temeroso de Dios y valiente". ☃☃

## Profecía de martirio
El imán al-Baqir narró: 
 El Santo Profeta puso su mano sagrada en la espalda de Al-Husayn bin Ali y dijo: "Oh Husáyn, no pasará mucho tiempo hasta que nazca un hombre entre tus descendientes. Se llamará Zaid; será asesinado como mártir. En el día de la resurrección, él y sus compañeros entrarán al cielo, poniendo sus pies en los cuellos de la gente."  
 El imán Husáyn narró que su abuelo Mahoma profetizó su muerte: 
El Santo Profeta puso su mano sagrada en mi espalda y dijo: "Oh Husayn, no pasará mucho tiempo hasta que nazca un hombre entre tus descendientes. Se llamará Zaid; será asesinado como mártir. El día de resurrección, él y sus compañeros entrarán en el cielo, poniendo sus pies sobre el cuello del pueblo ". 

Imán al Husáyn

## Muerte
En el año 122 d.H. (740 d. C.), Zayd comandó un alzamiento en contra el gobierno omeya de Hisham ibn Abd al-Málik en la ciudad de Kufa. Yusuf ibn Umar al-Thaqafi, el gobernador omeya de Irak, logró sobornar a los habitantes de Kufa, lo que le permitió destruir a la insurgencia, matando a Zayd en el proceso.

## Santuarios
Hay dos santuarios para Zayd, uno está en Kafel, Irak, el otro está en Karak, Jordania. Se cree que el santuario de Jordania es el lugar de descanso final de la cabeza de Zayd ibn 'Ali ibn Al-Husayn.

## Legado
Todas las escuelas del Islam, sunitas y chiitas, consideran a Zayd como un mártir justo contra lo que se consideraba el liderazgo corrupto de un califa injusto. Incluso se informa que el mujtahid imán Abu Hanifa, fundador de la escuela más grande de jurisprudencia sunita, dio apoyo financiero a la revuelta de Zayd y llamó a otros a unirse a la rebelión de Zayd. La rebelión de Zayd inspiró otras revueltas de miembros de su clan, especialmente en el Hiyaz, siendo la más famosa la revuelta del imán Muhammad al-Nafs al-Zakiyya al-Mahdi en contra de los abasíes en 762. [cita requerida]
Los zaydíes creen que era el califa legítimo, y su secta lleva su nombre.[cita requerida] Se cree que de él se originó el término usado para los chiitas, Rafidah.

## Descendientes
- Hasan, hijo
- Yahya, segundo hijo
- Husayn, tercer hijo
- Muhammad ibn Zayd
- Isa ibn Zayd Mawtamul-Ishball, cuarto hijo
- Yahya ibn Umar - lideró un levantamiento abortado desde Kufa en 250 AH (864-65 d. C.)